# Lusoblothrus aenigmaticus
Genre
Espèce
Lusoblothrus aenigmaticus, unique représentant du genre Lusoblothrus, est une espèce de pseudoscorpions de la famille des Syarinidae.

## Distribution
Cette espèce est endémique d'Algarve au Portugal. Elle se rencontre à Estômbar dans la grotte Gruta de Ibne Ammar.

## Description
La femelle holotype mesure 2,3 mm.

## Publication originale
- Reboleira, Zaragoza, Gonçalves & Oromí, 2012 : Lusoblothrus, a new syarinid pseudoscorpion genus (Arachnida) from Portugal, occupying an isolated position within the Holarctic fauna. Zootaxa, vol. 3544, p. 52-62.